# Happy New Year
Happy New Year este un cântec pop înregistrat de formația suedeză ABBA în 1980 pentru al șaptelea album de studio, Super Trouper. Piesa fusese compusă inițial de Benny Andersson și Björn Ulvaeus pentru un muzical despre Anul Nou, însă după ce acesta nu s-a mai materializat, au decis să înregistreze piesa pentru album. Deși primit cu recenzii pozitive, grupul a fost acuzat că au inclus cântecul pe album pentru a-l lansa de sărbători, mărindu-și în acest mod vânzările în acel sezon, astfel că s-a decis ca, deși un videoclip a fost filmat, "Happy New Year" să nu fie extras pe single; a fost promovată doar varianta spaniolă, "Felicidad", în țările latino-americane, devenind un hit de top 5 în Argentina.
"Happy New Year" a fost lansat ca single pentru prima dată în 1999, ocupând poziții joase într-o serie de clasamente europene. După ce descărcările digitale au fost incorporate în alcătuirea topurilor, cântecul a avut mai multe apariții în clasamente, reușind să ajungă în top 10 în Olanda, Norvegia, Suedia, precum și top 20 în Danemarca.